# Canal das Flexas
O Canal das Flexas, ou simplesmente Furado, é um canal artificial que serve como principal sangradouro da lagoa Feia no mar. Situa-se quase que totalmente no município de Campos dos Goytacazes, entretanto sua extremidade sudeste na Barra do Furado serve como limite com o município de Quissamã.

## Descrição
Possui 14,85 km de extensão e largura entre 100 e 120 m.
Inicia-se no lado sudeste da lagoa Feia (coordenadas 22° 0.812'S 41°16.381'O), seguindo na direção sudeste até desaguar na Barra do Furado (coordenadas 22°5.551'S 41°8.154'O), situada a 60 km ao sul de Atafona e a 42 km do centro de Quissamã.
Percorre hoje um extensa área rural utilizada para pecuária de corte bovino e plantação de cana, nas quais pode-se perceber os antigos canais naturais que atuavam como sangradouros da lagoa Feia.
A região sudeste da lagoa Feia, entre esta e o mar, constituía uma região alagadiça abrangendo cerca de 100 km² com vários canais naturais de escoamento da lagoa Feia e várias lagoas menores, das quais a maior era a lagoa de Dentro ou Capivari. Estas lagoas atualmente são mais uma região de brejos do que lagoas propriamente ditas.
Há pequenas faixas de areias ao longo do trajeto do canal utilizadas para lazer. A pesca amadora e profissional também é praticada no canal.

## História
Um primeiro canal foi aberto na região em 1688 pelo capitão José de Barcelos Machado, às suas expensas, com o propósito de criar uma hidrovia de comunicação com os povoamentos que se fundavam no interior e tinham acesso à lagoa Feia. Desde desta época a região vem sendo chamada de Furado pela população local. O canal do Furado tinha eais de 20 km de extensão e largura entre 10 e 20m.
O vento sudoeste e as correntes litorâneas para o norte faziam com a saída do antigo canal na Barra do Furado fosse fechada pela areia. Nas épocas de cheia, se a cota do espelho d'água da lagoa Feia atingisse 5m, os sangradouros naturais da lagoa Feia enchiam a lagoa de Dentro que, por sua vez, ajudava a encher o canal do Furado com tanta água que a barreira de areia se rompia e a água do interior desaguava no mar.
De1925 a 1930 foram feitos estudos da hidrográficos da baixada Campista com o propósito de descobrir a melhor maneira de sanear a região e evitar as enchentes na cidade de Campos dos Goytacazes. Com base nos dados obtidos, o engenheiro Saturnino de Brito recomendou uma série de obras, entre as quais a construção do canal das Flexas para drenar o excesso de água da lagoa Feia durante a época de cheias, mas com um sistema de comportas para regular o nível d'água na época de secas.
O canal das Flexas foi construído em 1948 seguindo um trajeto quase que totalmente retilíneo com largura média de 120m, mas esta foi reduzida no decorrer dos anos pelo assoreamento sem que houvesse reparos de manutenção. Na Barra do Furado foram construídos dois molhes de pedras  para conter a deposição de areia na saída do canal das Flesas. Estas obras impedem que o canal se feche, mas o depósito de areia ainda persiste e dificulta a passagem de embarcações.
A construção do canal das Flexas aumentou a salinidade nas partes sul e sudoeste da lagoa Feia. A drenagem realizada pelo canal das Flexas e por vários outros canais artificiais  provocou a diminuição do nível da água na lagoa Feia e da lagoa de Dentro, obtendo-se grandes extensões de terra fértil cuja posse foi assumida pelos grandes proprietários locais. Estima-se que só o canal das Flexas foi responsável pela redução de 100 km² do espelho d'água da Lagoa Feia.